# Länsväg 202
De Zweedse weg 202 (Zweeds: Länsväg 202) is een provinciale weg in de provincie Västra Götalands län in Zweden en is circa 52 kilometer lang.

## Plaatsen langs de weg
- Mariestad
- Töreboda
- Undenäs
- Forsvik
- Karlsborg

## Knooppunten
- E20/Riksväg 26 bij Mariestad (begin)
- Länsväg 200 bij Töreboda
- Riksväg 49 bij Forsvik/Karlsborg (einde)